# Église Saint-Séverin de Cologne
L'Église Saint-Séverin est une église et une basilique située dans la ville de Cologne, en Allemagne. Elle fait partie des douze basiliques romanes de Cologne, elle est dédiée à Séverin de Cologne.
Elle a été construite à la fin du IVe siècle comme une simple chapelle et a été agrandie ensuite à de nombreuses reprises. La plus ancienne partie du bâtiment actuel remonte au Xe siècle.
L'église a reçu le titre de basilique mineure en 1953 par Pie XII.

## Source
- (en) Cet article est partiellement ou en totalité issu de l’article de Wikipédia en anglais intitulé « Basilica of St. Severin, Cologne » (voir la liste des auteurs).